# Lasse Åberg

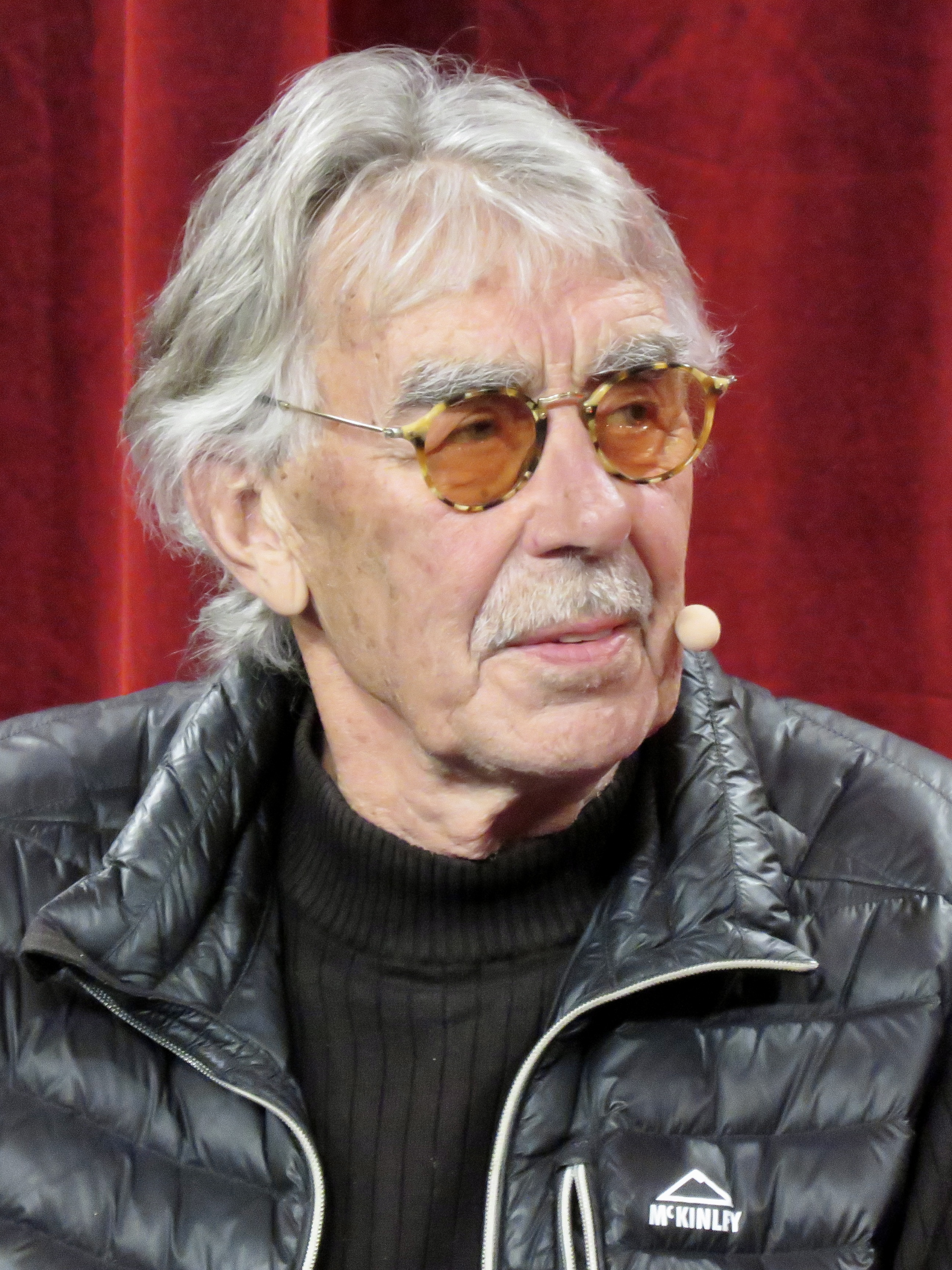
Lasse Åberg, 2023

Lars „Lasse“ Gunnar Åberg (* 5. Mai 1940 in Hofors) ist ein schwedischer Schauspieler, Regisseur, Musiker und Künstler. Er wurde in Hofors in der Provinz Gävleborgs län (Gästrikland) geboren und ist in Stockholm aufgewachsen.

## Leben
Bekannt wurde Åberg Ende der 1960er Jahre, als er zusammen mit Ardy Strüwer in einer Sketchserie im schwedischen Fernsehen SVT auftrat. In den 1970er Jahren begann er seine Karriere als Regisseur und Schauspieler.
Åberg produzierte einige erfolgreiche Filme, in denen er das „typisch schwedische“ Leben humorvoll darstellte. Seine Filme spielten alleine in Schweden über 300 Millionen Schwedische Kronen ein. In allen Filmen führte er Regie, schrieb das Drehbuch und war gleichzeitig Hauptdarsteller.
Des Weiteren machte sich Åberg einen Namen als Sammler von allem, was mit Micky Maus zu tun hat. Hierzu eröffnete er ein Museum in einem Kuhstall bei Väppeby gård in Bålsta.
Als Musiker kann er nationale Erfolge mit der Electric Banana Band vorweisen. Außerdem entwarf er das Muster für die Sitze der Stockholmer U-Bahn.

## Filmografie (Auswahl)
- 1979: Repmånad
- 1980: Sällskapsresan
- 1985: Sällskapsresan II
- 1988: S.O.S. – En segelsällskapsresa
- 1991: Den ofrivillige golfaren
- 1999: Hälsoresan – En smal film av stor vikt
- 2011: The Stig-Helmer Story